# Адам, Рональд Форбс
Сэр Рональд Форбс Адам, 2-й баронет (англ. Ronald Forbes Adam; 30 октября 1885 — 26 декабря 1982) — британский военный деятель, генерал-адъютант Британской армии. Доктор юридических наук (1945).

## Биография
Сын бизнесмена, члена Законодательного совета Бомбея. В детстве был отправлен в Англию, жил у родственников.
Выпускник Итонского колледжа, позже окончил Королевскую военную академию в Вулидже. С 1905 года служил в чине второго лейтенанта в Королевском полку артиллерии в Индии.
Участник Первой мировой войны. В составе британской артиллерии принимал участие в сражениях на Западном и Итальянском фронтах. Во время атаки при Томбе (Австро-Венгрия) в декабре 1917 года взял в плен 1460 солдат и офицеров противника.
После окончания войны прошёл подготовку в Штабном колледже в Кемберли.
В 1932—1935 годах служил первым офицером-инструктором Генштаба в штабном колледже в Кемберли. В 1935—1936 годах — в Военном министерстве Великобритании. В 1936 году назначен заместителем директора военных операций. В 1936—1937 годах — командующий артиллерией 1-й дивизии. В 1937 году назначен начальником штабного колледжа в Кемберли, в том же году переведен на пост заместителя начальника Имперского Генерального штаба Великобритании.
Участник Второй мировой войны. Во время кампании Британских экспедиционных сил (БЭС) в Европе в 1939—1940 годах командовал III корпусом БЭС. Участвовал в боях на Севере Франции. Принимал участие в разработке операции по организации Дюнкеркской операции.
В мае 1940 года эвакуировался в Британию. По возвращении на родину был назначен начальником Северного командования. Одновременно в 1940—1950 состоял командиром-полковником Королевского корпуса учебных заведений.
В 1941—1946 годах — генерал-адъютант вооруженных сил Великобритании. В его ведении находились вопросы комплектования вооруженных сил, а также кадровые вопросы. В 1945—1946 годах именно ему поручено руководство демобилизацией британской армии военного времени.
В 1946 году вышел в отставку. В 1946—1947 годах — президент Мерилебонского крикетного клуба, в 1948—1967 годах — член Совета Института образования Лондонского университета. В 1946—1954 годах — председатель и генеральный директор Британского совета; с 1950 года — член, в 1952—1954 — председатель Исполнительного совета Объединенной национальной организации обучения, науки и культуры.
Почётный член Вустер-колледжа (Оксфорд) (1946).

## Награды
- Рыцарь Большого креста Ордена Бани
- Орден «За выдающиеся заслуги»
- Офицер Ордена Британской империи
- Орден «Легион почёта»